# GayVN Awards 2003
I premi della 5ª edizione dei GayVN Awards, premi dedicati alla pornografia gay, sono stati consegnati l'8 maggio 2003. La cerimonia è stata presentata da Taylor Negron.

## Vincitori e candidati
I vincitori sono indicati in grassetto

### Best Actor
- Caesar - Cowboy (Big Blue Productions)
- Josh Weston - Deep South: The Big and the Easy (Falcon Studios)
- Lucas Foz - L'Elisir D'Amore (Lucas Kazan Productions)
- Lance Gear - 2nd Gear (Rascal Video/Channel 1 Releasing)
- Michael Soldier - The Dirty Director (Raging Stallion Studios)

### Best All-Sex Video
- Dreamers: An Erotic Journey (Sarava Productions)
- 2nd Gear - (Rascal Video/Channel 1 Releasing)
- Closed Set: The New Crew - (MSR Videos)
- L.A. Sex Party - (MSR Videos)
- Sexus - (Raging Stallion Studios)

### Best Alternative Release
- The Fluffer - (TLA Releasing)
- Arte's Gay Tantra Sex Voyeur Experience - (NewGaySex.com)
- Behind the Curtain: The Making of Moscow - (Sarava Productions)
- Cavalleria Rusticana - (Lucas Kazan Productions)
- IML 2001: A Sex Odyssey - (Grey Rose Productions)

### Best Amateur Video
- Hand Picked - Volume Two - (Rascal Video/Channel 1 Releasing)
- Cornfed Boyz 1 - (Sports & Recreation Video)
- Dirk Yates Live 1 - (All Worlds Video)
- New Meat 33 - (Allan Alan Pictures)
- Personal Trainers Part 3 - (Bel Ami)

### Best Art Direction
- White Trash - (MSR Videos)
- Porn Academy - (All Worlds Video)
- Slammer - (Titan Media)
- Sword Master - (Private Man)
- Zoot Suit - (All Worlds Video)

### Best Bisexual Video
- Mass Appeal 2 - (Men of Odyssey)
- Bi the Blue Line - (Blue Pictures/Caballero)
- Bisexual Madness - (Over There Productions)
- Bi-Sexual Tales - (Blue Pictures/Caballero)
- Different Strokes - (Bi Now Productions)

### Best Classic Gay DVD
- The Wakefield Poole Collection - (Mercury Releasing/TLA Releasing)
- Big Guns - (Catalina Video)
- Dynastud - (HIS Video)
- Sailor in the Wild - (Catalina Video)
- Scorcher - (Falcon Studios)

### Best Director
- Chi Chi LaRue e John Rutherford - Deep South - (Falcon Studios)
- Blue Blake - Cowboy - (Big Blue Productions)
- Bruce Cam - Trespass - (Titan Media)
- Lucas Kazan - L'Elisir D'Amore - (Lucas Kazan Productions)
- Chi Chi LaRue - 2nd Gear - (Rascal Video/Channel 1 Releasing)
- Bud Light - Porn Academy - (All Worlds Video)
- Michael Lucas - Fire Island Cruising 3 - (Lucas Entertainment)
- John Travis - Spanish Uprising - (Studio 2000 International)
- Chris Ward - The Dirty Director - (Raging Stallion Studios)
- Kristofer Weston - The Dark Side - (Falcon Studios)

### Best Director - Bisexual Video
- Jim Steel - Mass Appeal 2 - (Men of Odyssey)
- Edward James - Different Strokes - (Bi Now Productions)
- M. Max - Bi-Sexual Tales - (Blue Pictures/Caballero)
- Alex Schnegr - Bi the Blue Line - (Blue Pictures/Caballero)
- Dirk Yates - Dirk Yates Private Collection 191 - (All Worlds Video)

### Best Editing
- Joe Anjou - White Trash - (MSR Videos)
- Scott Coblio - 2nd Gear - (Rascal Video/Channel 1 Releasing)
- Michael Zen - Cowboy - (Big Blue Productions)
- Egisto Mastroianni - L'Elisir D'Amore - (Lucas Kazan Productions)
- Andrew Rosen - Porn Academy - (All Worlds Video)

### Best Ethnic-Themed Video
- Zoot Suit - (All Worlds Video)
- Asian Heat - (Asian Guys Video)
- Black Power White Surge - (Men of Odyssey)
- Boyz on Da Hood - (Ebony Vid International)
- TRL: Total Request Latino - (L.A. Brown Productions)

### Best Foreign Release
- Spanish Uprising - (Studio 2000 International)
- Among Men - (Cazzo Films/All Worlds International)
- Double en Jeu - (Cadinot France/YMAC International)
- L'Elisir D'Amore - (Lucas Kazan Productions)
- Pool Party - (High Octane)
- SeXXXcuestro - (Erotic Digital)
- Stiff Security - (Marcostudio)

### Best Gay DVD
- Absolute: Aqua/Arid - (Falcon Studios)
- The Back Row - (Rascal Video/Channel 1 Releasing)
- The Dirty Director - (Raging Stallion Studios)
- Slammer - (Titan Media)
- Trespass - (Titan Media)

### Best Gay DVD Extras
- The Back Row - (Rascal Video/Channel 1 Releasing)
- The Dirty Director - (Raging Stallion Studios)
- Lucky Lukas - (Bel Ami)
- No Way Out (Director's Cut) - (Falcon Studios)
- Trespass (Director's Hardcore Edit) - (Titan Media)

### Best Gay Video ("Best Picture")
- Cowboy - (Big Blue Productions)
- Deep South: The Big and the Easy - (Falcon Studios)
- The Dirty Director - (Raging Stallion Studios)
- Fire Island Cruising 3 - (Lucas Entertainment)
- Trespass - (Titan Media)

### Best Group Scene
- Deep South - Gang Bang (Part One) - (Falcon Studios)
- 2nd Gear - Garage Orgy - (Rascal Video/Channel 1 Releasing)
- Branded - Trainee Induction Orgy - (Falcon Studios)
- Personal Trainers Part 3 - Billy Andrews - Kristof Bogdanovich - Sebastian Bonnet e Dano Šulik - (Bel Ami)
- Sexus - Luke Bronson - Sky Donovan - Lance Gear - Peter Raeg e Tom Vacarro - (Raging Stallion Studios)

### Best Leather Video
- Prowl 3: Genuine Leather - (MSR Videos)
- Bearing Leather - (All Worlds Video)
- Leather Factory - (Factory Video Productions)
- Open Trench II: Fuck Fantasies - (Sports & Recreation Video)
- Stick It In! - (Raging Stallion Studios)

### Best Music
- Gian Franco - White Trash - (MSR Videos)
- Chris Green e Rock Hard - 2nd Gear - (Rascal Video/Channel 1)
- Sharon Kane e Sonic Seduction - Boy Band - (Catalina Video)
- Rock Hard - Cowboy - (Big Blue Productions)
- J.D. Slater - Sexus - (Raging Stallion Studios)

### Best Newcomer
- Bret Wolfe
- Diego Alvarez
- Trent Atkins
- Rafael Carreras
- D.C. Chandler
- Andy Hunter
- Danny Lopez
- Rhett O'Hara
- Matt Summers
- Josh Weston

### Best Non-Sexual Performance - Gay or Bi
- Rowdy Carson - White Trash - (MSR Videos)
- Paul Barresi - Long Strokes - (U.S. Male Sports)
- David Forest - Brad's Buddies - (Forest Films)
- Ron Jeremy - Porn Academy - (All Worlds Video)
- Sharon Kane - Cockpit 2: Survival of the Fittest - (Catalina Video)
- Chang Ling - Stiff Security - (Marcostudio)
- Kaya Moore - The Spell - (All Worlds Video)

### Best Oral Scene
- Oral Exams - Matt Summers 'Gang Bang' - (Rascal Video/Channel 1)
- Boy Band – Danny, Ryen, Matt e Chris - (Catalina Video)
- Cowboy – Caesar e Rhett O'Hara - (Big Blue Productions)
- Porn Academy - Professor LaRue's Blowjob 101 Class - (All Worlds)
- White Trash - Trent Cougar e Bret Wolfe - (MSR Videos)

### Best Overall Marketing Campaign
- White Trash - (MSR Videos)
- Deep South: The Big and the Easy - (Falcon Studios)
- Motel Sex - (Gino Pictures)
- Porn Academy - (All Worlds Video)
- Sexus - (Raging Stallion Studios)

### Best Packaging
- White Trash - (MSR Videos)
- 2nd Gear - (Rascal Video/Channel 1 Releasing)
- Cowboy - (Big Blue Productions)
- L'Elisir D'Amore - (Lucas Kazan Productions)
- Zoot Suit - (All Worlds Video)

### Best Renting Video of the Year
- Finish Me Off - (Rascal Video/Channel 1 Releasing)

### Best Screenplay
- Rick Tugger - White Trash - (MSR Videos)
- Blue Blake - Cowboy - (Big Blue Productions)
- Jordan Young - Deep South: The Big and the Easy - (Falcon Studios)
- Gino Colbert - Motel Sex - (Gino Pictures)
- Bud Light - Porn Academy - (All Worlds Video)

### Best Sex Comedy
- White Trash - (MSR Videos)
- Boy Band - (Catalina Video)
- Bucketful O' Chicken - (All Worlds Video)
- Finish Me Off - (Rascal Video/Channel 1 Releasing)
- Porn Academy - (All Worlds Video)

### Best Sex Scene
- Cops Gone Bad! - Michael Soldier e Chris Steele - (Raging Stallion)
- The Dark Side - Justin Dragon e Lindon Hawk - (Falcon Studios)
- Earth Guys Are Easy - Chris Bolt e Brice Ebson - (Boiling Point)
- Feast Your Eyes - Brad Benton e Jason Hawke - (Huge Video)
- Fire Island Cruising 3 - Christophe Blanc e Carlos Morales - (Lucas Ent.)
- L'Elisir D'Amore - Federico Bulsara e Lucas Foz - (Lucas Kazan Prod.)
- Prowl 3: Genuine Leather - Colton Ford e Blake Harper - (MSR Videos)
- Ready For More - Jacob Hall e Colby Taylor - (Jocks Studios)
- Slammer - Jon Galt e Dred Scott - (Titan Media)
- White Trash - Rod Barry e Bret Wolfe - (MSR Videos)

### Best Solo Performance
- Sean Storm - Open Trench II: Fuck Fantasies - (Sports & Recreation)
- Daniele Castaldo - L'Elisir D'Amore - (Lucas Kazan Productions)
- Mark Dalton - Prick Tease - (Pacific Sun Entertainment)
- Scott Gunz - Hard as Rock - (Big Blue Productions)
- Frank Taylor - Inside Porn - (Sports & Recreation Video)

### Best Solo Video
- Alone With - Volume 3 - (Falcon Studios)
- 101 Men - Part Twelve - (Bel Ami)
- Letterbox Cocks: Erotic Art in Motion - (Fleshtone Media)
- Maspalomas: LKP Casting 02 - (Lucas Kazan Productions)
- Miami Pick Up - (Hot Sapien Video/Raging Stallion Studios)

### Best Specialty Release
- Oral Exams - (Rascal Video/Channel 1 Releasing)
- HandPacked - (Club Inferno/Hot House Entertainment)
- In the Company of Men - (Regiment Productions)
- Jaybear's Fur Fun - (Altomar Productions)
- Masters & Slaves 2: Ties That Bind - (Bound & Gagged Video)

### Best Specialty Release - 18 to 23 Division
- The Scout Club - (Studio 2000)
- Charmed - (Cobra Video)
- Frisky Summer 4 - (Bel Ami)
- Movin' On 2: Palm Springs - (Men of Odyssey)
- The Rascal Goes to Boot Camp - (Catalina Video)

### Best Supporting Actor
- Rod Barry - White Trash - (MSR Videos)
- Jason Branch - First Crush - (MSR Videos)
- Jeremy Jordan - Straight Bodybuilders Do - (Big Blue Productions)
- Jack Ryan - Deep South: The Big and the Easy - (Falcon Studios)
- Chris Steele - Deep South: The Big and the Easy - (Falcon Studios)

### Best Threesome
- Deep South - Jeremy Jordan, Jack Ryan e Josh Weston
- 2nd Gear - Steve Cannon, Lance Gear e Nick Piston
- Cowboy - Kelly Madison, Staten McCormack e Ray Stone
- Dreamers - Angel Castaneda, Andres Duranza e Antonio Rico
- White Trash - Rod Barry, Trent Cougar e Luke Pearson

### Best Videography
- Max Phillips e Todd Montgomery - Deep South - (Falcon Studios)
- Hue Wilde - 2nd Gear - (Rascal Video/Channel 1 Releasing)
- Andre Adair - Cowboy - (Big Blue Productions)
- Leonardo Rossi - L'Elisir D'Amore - (Lucas Kazan Productions)
- Bruce Cam - Trespass - (Titan Media)

## Gay Performer of the Year (ex aequo)
- Michael Brandon
- Colton Ford
- Rod Barry
- Lance Gear
- Jason Hawke
- Chad Hunt
- Jeremy Jordan
- Carlos Morales
- Drew Peters
- Dred Scott

## GayVN Hall of Fame Inductees
- Bruce Cam
- Chip Daniels
- Wakefield Poole
- Toby Ross
- J.D. Slater